# Mescheide
Mescheide ist eine Ortslage der Stadt Gräfenhainichen im Landkreis Wittenberg in Sachsen-Anhalt.

## Geografie
Mescheide liegt südöstlich der Stadtmitte von Gräfenhainichen, von der es durch die Bahnlinie Berlin-Halle und die Bundesstraße 107 getrennt ist. Im Südwesten des Orts befindet sich der Gröberner See.

## Geschichte
Der Ortsname Mescheide verweist auf das westfälische Meschede und lässt vermuten, dass die ersten Bewohner des Dorfes aus dieser Region stammten. Bis 1815 gehörte Meschede zum kursächsischen Amt Gräfenhainichen. Durch die Beschlüsse des Wiener Kongresses kam der Ort zu Preußen und wurde 1816 dem Kreis Bitterfeld im Regierungsbezirk Merseburg der Provinz Sachsen zugeteilt, die bis 1944 bestand. Bis 1945 gehörte Mescheide zur Provinz Halle-Merseburg, bis 1947 wiederum zur Provinz Sachsen und schließlich ab 1947 zum Land Sachsen-Anhalt.
Am 20. Juli 1950 wurde Mescheide nach Gräfenhainichen eingemeindet.

## Infrastruktur
Die Bundesstraße 107 führt in einem Bogen westlich am Ort vorbei. Der Bahnhof Gräfenhainichen an der Bahnstrecke Berlin–Halle befindet sich in etwa 1 km Entfernung.